# 威廉·史密斯 (摔跤运动员)
威廉·史密斯（英語：William Smith，1928年9月17日—2018年3月20日），美国男子摔跤运动员，主攻自由式。他曾代表美国参加1952年夏季奥林匹克运动会摔跤比赛，获得男子自由式沉量级金牌。